# Expedición 42
La Expedición 42 fue la 42ª estancia de larga duración en la Estación Espacial Internacional. Comenzó el 10 de noviembre de 2014 con el desacoplamiento de la Soyuz TMA-13M, y el retorno de la tripulación de la Expedición 41 a la Tierra y terminó con el desacoplamiento de la Soyuz TMA-15M en marzo de 2015.

## Tripulación
| Posición             | Primera parte (noviembre de 2014)                  | Segunda parte (noviembre de 2014 a marzo de 2015)          |
| -------------------- | -------------------------------------------------- | ---------------------------------------------------------- |
| Comandante           | Barry E. Wilmore, NASA Segundo vuelo espacial      | Barry E. Wilmore, NASA Segundo vuelo espacial              |
| Ingeniero de vuelo 1 | Aleksandr Samokutyayev, RSA Segundo vuelo espacial | Aleksandr Samokutyayev, RSA Segundo vuelo espacial         |
| Ingeniero de vuelo 2 | Yelena Serova, RSA Primer vuelo espacial           | Yelena Serova, RSA Primer vuelo espacial                   |
| Ingeniero de vuelo 3 |                                                    | Anton Shkaplerov, RSA Segundo vuelo espacial               |
| Ingeniero de vuelo 4 |                                                    | Samantha Cristoforetti, ESA (Italia) Primer vuelo espacial |
| Ingeniero de vuelo 5 |                                                    | Terry W. Virts, NASA Segundo vuelo espacial                |

FuenteSpacefacts

## En la cultura popular
Una ficción cinematográfica de la Expedición 42 se representa en la película de 2013 Gravity. La tripulación, que nunca se muestra, se ve obligada a evacuar la Estación Espacial Internacional en la nave Soyuz antes de que lleguen los restos de basura espacial.